# Sväs Anders Ersson
Sväs Anders Ersson, född 29 december 1872 i Älvdalens församling, Kopparbergs län, död 11 juli 1968 i Evertsbergs kyrkobokföringsdistrikt, Kopparbergs län, var en svensk musiker och spilåpipare.

## Biografi
Sväs Anders Ersson föddes 1872 i Evertsberg, Älvdalens socken. Ersson medverkade på spelmansstämman i Gesunda, Mora 1906 med spilåpipa. Han har bland annat trakterat Död Olofs (1837–1919) spilåpipor.
Ersson gifte sig med Star Anna Andersdotter (1869–1956) och tillsammans fick de två döttrar.

## Diskografi
- 1977 – Spelpipa (Dalarnas museum), tillsammans med Knis Karl Aronsson och Lars Jobs.[4]